# Аттаназио, Орацио
Орацио Пьетро Аттаназио (итал. Orazio Pietro Attanasio; род. 31 октября 1959, Неаполь) — итальянский и английский экономист.
Окончил Болонский университет (1982). Магистр (1984) и доктор философии (1988) Лондонской школы экономики. Преподавал в Стэнфордском (1988-1994) и Болонском (1994-1995) университетах, а также в Университетском колледже (Лондон; с 1995). Член Британской академии (с 2004).

## Основные произведения
- «Сбережения домохозяйств в Восточной Азии и Латинской Америке: неравенство, демография и всё такое» (англ. Household Saving in East Asia and Latin America: Inequality, Demographics and All That, 2000, в соавторстве с М. Шекели) // Annual World Bank Conference on Development Economics. — Washington DC: The World Bank, 2000.
- (with S. Rohwedder). Pension Wealth and Household Saving: Evidence from Pension Reforms in the United Kingdom (англ.) // American Economic Review[англ.] : journal. — 2003. — December (vol. 93, no. 5). — P. 1499—1521. — doi:10.1257/000282803322655419. — JSTOR 3132139.